# Línea 430 (Interurbanos Madrid)
La línea 430 de la red de autobuses interurbanos de Madrid une Aranjuez con Villarejo de Salvanés.

## Características
Esta línea une Aranjuez con Chinchón y Villarejo de Salvanés, en un trayecto de 1 hora y 15 minutos de duración entre cabeceras. Las noches de viernes, sábados y vísperas de festivo, dispone de expediciones entre Aranjuez y Villaconejos.
Siguiendo la numeración de líneas del CRTM, las líneas que circulan por el corredor 4 son aquellas que dan servicio a los municipios situados en torno a la A-4 y comienzan con un 4.
La línea mantiene los mismos horarios todo el año (exceptuando las vísperas de festivo y festivos de Navidad).
Está operada por AISA mediante la concesión administrativa VCM-401 - Madrid – Aranjuez – Villarejo de Salvanés (Viajeros Comunidad de Madrid) del Consorcio Regional de Transportes de Madrid.

## Horarios
| Lunes a viernes laborables                           |                                                      |                                                      |                                                      |                                                      |                                                      |                                                      |                                                      |                                                      |                                                      |                                                      |                                                      |                                                      |                                                      |                                                      |                                                      |
| Aranjuez (Hospital del Tajo) > Villarejo de Salvanés | Aranjuez (Hospital del Tajo) > Villarejo de Salvanés | Aranjuez (Hospital del Tajo) > Villarejo de Salvanés | Aranjuez (Hospital del Tajo) > Villarejo de Salvanés | Aranjuez (Hospital del Tajo) > Villarejo de Salvanés | Aranjuez (Hospital del Tajo) > Villarejo de Salvanés | Aranjuez (Hospital del Tajo) > Villarejo de Salvanés | Aranjuez (Hospital del Tajo) > Villarejo de Salvanés | Villarejo de Salvanés > Aranjuez (Hospital del Tajo) | Villarejo de Salvanés > Aranjuez (Hospital del Tajo) | Villarejo de Salvanés > Aranjuez (Hospital del Tajo) | Villarejo de Salvanés > Aranjuez (Hospital del Tajo) | Villarejo de Salvanés > Aranjuez (Hospital del Tajo) | Villarejo de Salvanés > Aranjuez (Hospital del Tajo) | Villarejo de Salvanés > Aranjuez (Hospital del Tajo) | Villarejo de Salvanés > Aranjuez (Hospital del Tajo) |
| Aranjuez                                             | Villaconejos                                         | Urb. Valle San Juan                                  | Colmenar de Oreja                                    | Chinchón                                             | Valdelaguna                                          | Belmonte de Tajo                                     | Villarejo de Salvanés                                | Villarejo de Salvanés                                | Belmonte de Tajo                                     | Valdelaguna                                          | Chinchón                                             | Colmenar de Oreja                                    | Urb. Valle San Juan                                  | Villaconejos                                         | Aranjuez                                             |
| 06:00                                                | 06:29                                                | 06:44                                                | 06:50                                                | 06:55                                                |                                                      |                                                      |                                                      | 06:30                                                | 06:38                                                | 06:48                                                | 06:58                                                | 07:09                                                | 07:14                                                | 07:24                                                | 07:46                                                |
| 06:50                                                | 07:19                                                | 07:34                                                | 07:40                                                | 07:45                                                | 07:55                                                | 08:05                                                | 08:13                                                |                                                      |                                                      |                                                      | 07:15                                                | 07:26                                                | 07:31                                                | 07:41                                                | 08:03                                                |
| 08:10                                                | 08:39                                                | 08:54                                                | 09:00                                                | 09:05                                                | 09:15                                                | 09:25                                                | 09:33                                                | 08:35                                                | 08:43                                                | 08:53                                                | 09:03                                                | 09:14                                                | 09:19                                                | 09:29                                                | 09:51                                                |
| 09:00                                                | 09:29                                                | 09:44                                                | 09:50                                                | 09:55                                                | 10:05                                                | 10:15                                                | 10:23                                                | 09:10                                                | 09:18                                                | 09:28                                                | 09:38                                                | 09:49                                                | 09:54                                                | 10:04                                                | 10:26                                                |
| 10:10                                                | 10:39                                                | 10:54                                                | 11:00                                                | 11:05                                                |                                                      |                                                      |                                                      | 10:20                                                | 10:28                                                | 10:38                                                | 10:48                                                | 10:59                                                | 11:04                                                | 11:14                                                | 11:36                                                |
| 10:50                                                | 11:19                                                | 11:34                                                | 11:40                                                | 11:45                                                | 11:55                                                | 12:05                                                | 12:13                                                | 11:05                                                | 11:13                                                | 11:23                                                | 11:33                                                | 11:44                                                | 11:49                                                | 11:59                                                | 12:21                                                |
| 12:00                                                | 12:29                                                | 12:44                                                | 12:50                                                | 12:55                                                | 13:05                                                | 13:15                                                | 13:23                                                |                                                      |                                                      |                                                      | 11:50                                                | 12:01                                                | 12:06                                                | 12:16                                                | 12:38                                                |
| 12:40                                                | 13:09                                                | 13:24                                                | 13:30                                                | 13:35                                                |                                                      |                                                      |                                                      | 13:00                                                | 13:08                                                | 13:18                                                | 13:28                                                | 13:29                                                | 13:34                                                | 13:44                                                | 14:00                                                |
| 14:00                                                | 14:29                                                | 14:44                                                | 14:50                                                | 14:55                                                | 15:05                                                | 15:15                                                | 15:23                                                |                                                      |                                                      |                                                      | 13:45                                                | 13:56                                                | 14:01                                                | 14:11                                                | 14:33                                                |
| 14:40                                                | 15:09                                                | 15:24                                                | 15:30                                                | 15:35                                                | 15:45                                                | 15:55                                                | 16:03                                                | 14:40                                                | 14:48                                                | 14:58                                                | 15:08                                                | 15:19                                                | 15:24                                                | 15:34                                                | 15:56                                                |
| 15:15                                                | 15:44                                                | 15:59                                                | 16:05                                                | 16:10                                                | 16:20                                                | 16:30                                                | 16:38                                                | 15:40                                                | 15:48                                                | 15:58                                                | 16:08                                                | 16:19                                                | 16:24                                                | 16:34                                                | 16:56                                                |
| 17:00                                                | 17:29                                                | 17:44                                                | 17:50                                                | 17:55                                                | 18:05                                                | 18:15                                                | 18:23                                                | 17:00                                                | 17:08                                                | 17:18                                                | 17:28                                                | 17:39                                                | 17:44                                                | 17:54                                                | 18:16                                                |
| 19:00                                                | 19:29                                                | 19:44                                                | 19:50                                                | 19:55                                                | 20:05                                                | 20:15                                                | 20:23                                                | 19:00                                                | 19:08                                                | 19:18                                                | 19:28                                                | 19:39                                                | 19:44                                                | 19:54                                                | 20:16                                                |
| 21:15                                                | 21:44                                                | 21:59                                                | 22:05                                                | 22:10                                                | 22:20                                                | 22:30                                                | 22:38                                                | 21:15                                                | 21:23                                                | 21:33                                                | 21:43                                                | 21:54                                                | 21:59                                                | 22:09                                                | 22:31                                                |
| 22:50                                                | 23:19                                                | 23:34                                                | 23:40                                                | 23:45                                                | 23:45                                                | 00:05                                                | 00:13                                                | 22:50                                                | 22:58                                                | 23:08                                                | 23:18                                                | 23:34                                                | 23:34                                                | 23:44                                                | 00:06                                                |
| Sábados laborables, domingos y festivos              |                                                      |                                                      |                                                      |                                                      |                                                      |                                                      |                                                      |                                                      |                                                      |                                                      |                                                      |                                                      |                                                      |                                                      |                                                      |
| Aranjuez (Hospital del Tajo) > Villarejo de Salvanés | Aranjuez (Hospital del Tajo) > Villarejo de Salvanés | Aranjuez (Hospital del Tajo) > Villarejo de Salvanés | Aranjuez (Hospital del Tajo) > Villarejo de Salvanés | Aranjuez (Hospital del Tajo) > Villarejo de Salvanés | Aranjuez (Hospital del Tajo) > Villarejo de Salvanés | Aranjuez (Hospital del Tajo) > Villarejo de Salvanés | Aranjuez (Hospital del Tajo) > Villarejo de Salvanés | Villarejo de Salvanés > Aranjuez (Hospital del Tajo) | Villarejo de Salvanés > Aranjuez (Hospital del Tajo) | Villarejo de Salvanés > Aranjuez (Hospital del Tajo) | Villarejo de Salvanés > Aranjuez (Hospital del Tajo) | Villarejo de Salvanés > Aranjuez (Hospital del Tajo) | Villarejo de Salvanés > Aranjuez (Hospital del Tajo) | Villarejo de Salvanés > Aranjuez (Hospital del Tajo) | Villarejo de Salvanés > Aranjuez (Hospital del Tajo) |
| Aranjuez                                             | Villaconejos                                         | Urb. Valle San Juan                                  | Colmenar de Oreja                                    | Chinchón                                             | Valdelaguna                                          | Belmonte de Tajo                                     | Villarejo de Salvanés                                | Villarejo de Salvanés                                | Belmonte de Tajo                                     | Valdelaguna                                          | Chinchón                                             | Colmenar de Oreja                                    | Urb. Valle San Juan                                  | Villaconejos                                         | Aranjuez                                             |
| 08:00                                                | 08:29                                                | 08:44                                                | 08:50                                                | 08:55                                                |                                                      |                                                      |                                                      | 07:30                                                | 07:38                                                | 07:48                                                | 07:58                                                | 08:09                                                | 08:14                                                | 08:24                                                | 08:44                                                |
| 09:15                                                | 09:44                                                | 09:59                                                | 10:05                                                | 10:10                                                | 10:20                                                | 10:30                                                | 10:38                                                |                                                      |                                                      |                                                      | 09:00                                                | 09:11                                                | 09:16                                                | 09:26                                                | 09:46                                                |
| 10:30                                                | 10:59                                                | 11:14                                                | 11:20                                                | 11:25                                                | 11:35                                                | 11:45                                                | 11:53                                                | 10:45                                                | 10:43                                                | 10:53                                                | 11:03                                                | 11:14                                                | 11:18                                                | 11:28                                                | 11:48                                                |
| 12:45                                                | 13:14                                                | 13:29                                                | 13:35                                                | 13:40                                                | 13:50                                                | 14:00                                                | 14:08                                                | 12:30                                                | 12:38                                                | 12:48                                                | 12:58                                                | 13:09                                                | 13:14                                                | 13:24                                                | 13:44                                                |
| 14:00                                                | 14:29                                                | 14:44                                                | 14:50                                                | 14:55                                                | 15:05                                                | 15:15                                                | 15:23                                                | 14:00                                                | 14:08                                                | 14:18                                                | 14:28                                                | 14:39                                                | 14:44                                                | 14:54                                                | 15:14                                                |
| 15:30                                                | 15:59                                                | 16:14                                                | 16:20                                                | 16:25                                                | 16:35                                                | 16:45                                                | 16:53                                                | 15:30                                                | 15:38                                                | 15:48                                                | 15:58                                                | 16:09                                                | 16:14                                                | 16:24                                                | 16:44                                                |
| 17:00                                                | 17:29                                                | 17:44                                                | 17:50                                                | 17:55                                                | 18:05                                                | 18:15                                                | 18:23                                                | 17:00                                                | 17:08                                                | 17:18                                                | 17:28                                                | 17:39                                                | 17:44                                                | 17:54                                                | 18:14                                                |
| 19:00                                                | 19:29                                                | 19:44                                                | 19:50                                                | 19:55                                                | 20:05                                                | 20:15                                                | 20:23                                                | 18:30                                                | 18:38                                                | 18:48                                                | 18:58                                                | 19:09                                                | 19:14                                                | 19:24                                                | 19:44                                                |
| 20:00                                                | 20:29                                                | 20:44                                                | 20:50                                                | 20:55                                                | 21:05                                                | 21:15                                                | 21:23                                                | 20:30                                                | 20:38                                                | 20:48                                                | 20:58                                                | 21:09                                                | 21:14                                                | 21:24                                                | 21:44                                                |
| 22:00                                                | 22:29                                                | 22:44                                                | 22:50                                                | 22:55                                                | 23:05                                                | 23:15                                                | 23:23                                                | 22:00                                                | 22:08                                                | 22:18                                                | 22:28                                                | 22:39                                                | 22:44                                                | 22:54                                                | 23:14                                                |
| Noches de viernes, sábados y vísperas de festivo     |                                                      |                                                      |                                                      |                                                      |                                                      |                                                      |                                                      |                                                      |                                                      |                                                      |                                                      |                                                      |                                                      |                                                      |                                                      |
| Aranjuez (Hospital del Tajo) > Villaconejos          | Aranjuez (Hospital del Tajo) > Villaconejos          | Aranjuez (Hospital del Tajo) > Villaconejos          | Aranjuez (Hospital del Tajo) > Villaconejos          | Aranjuez (Hospital del Tajo) > Villaconejos          | Aranjuez (Hospital del Tajo) > Villaconejos          | Aranjuez (Hospital del Tajo) > Villaconejos          | Aranjuez (Hospital del Tajo) > Villaconejos          | Villaconejos > Aranjuez (Hospital del Tajo)          | Villaconejos > Aranjuez (Hospital del Tajo)          | Villaconejos > Aranjuez (Hospital del Tajo)          | Villaconejos > Aranjuez (Hospital del Tajo)          | Villaconejos > Aranjuez (Hospital del Tajo)          | Villaconejos > Aranjuez (Hospital del Tajo)          | Villaconejos > Aranjuez (Hospital del Tajo)          | Villaconejos > Aranjuez (Hospital del Tajo)          |
| Aranjuez                                             | Villaconejos                                         | Urb. Valle San Juan                                  | Colmenar de Oreja                                    | Chinchón                                             | Valdelaguna                                          | Belmonte de Tajo                                     | Villarejo de Salvanés                                | Villarejo de Salvanés                                | Belmonte de Tajo                                     | Valdelaguna                                          | Chinchón                                             | Colmenar de Oreja                                    | Urb. Valle San Juan                                  | Villaconejos                                         | Aranjuez                                             |
| 23:30                                                | 23:59                                                |                                                      |                                                      |                                                      |                                                      |                                                      |                                                      |                                                      |                                                      |                                                      |                                                      |                                                      |                                                      | 00:15                                                | 00:35                                                |
| 01:00                                                | 01:29                                                | 02:00                                                | 02:20                                                |                                                      |                                                      |                                                      |                                                      |                                                      |                                                      |                                                      |                                                      |                                                      |                                                      |                                                      |                                                      |
| 02:30                                                | 02:59                                                | 03:00                                                | 03:20                                                |                                                      |                                                      |                                                      |                                                      |                                                      |                                                      |                                                      |                                                      |                                                      |                                                      |                                                      |                                                      |

## Recorrido y paradas

### Sentido Villarejo
| Código | Parada                                       | Común con         | Municipio             | Zona |
| ------ | -------------------------------------------- | ----------------- | --------------------- | ---- |
| 17433  | Hospital del Tajo                            | 429 4 5           | Aranjuez              |      |
| 10999  | Infantas - Estación de Autobuses             | 410 423           | Aranjuez              |      |
| 09590  | Moreras - La Barraca de Federico G.ª Lorca   | 1                 | Aranjuez              |      |
| 09592  | Moreras - Ancha                              | 1                 | Aranjuez              |      |
| 09593  | Moreras - Primero de Mayo                    | 1                 | Aranjuez              |      |
| 09597  | Moreras - Colegio                            | 1                 | Aranjuez              |      |
| 10439  | Rda. Carlos III - Real Cortijo de San Isidro |                   | Aranjuez              |      |
| 12129  | Ctra. M-305a - Talleres                      |                   | Aranjuez              |      |
| 11709  | Villaconejos - Urb. San Isidro               |                   | Villaconejos          |      |
| 12128  | Villaconejos - Pza. Alegría                  | 415               | Villaconejos          |      |
| 11371  | Villaconejos - Centro Cultural               | 337 415           | Villaconejos          |      |
| 09218  | Villaconejos - Pza. Alegría                  | 415               | Villaconejos          |      |
| 12667  | Ctra. M-320 - Urtajo 1                       | 415               | Colmenar de Oreja     |      |
| 11703  | Ctra. M-320 - Urtajo 2                       | 415               | Colmenar de Oreja     |      |
| 11704  | Ctra. M-320 - Urb. Balcón del Tajo           | 415               | Colmenar de Oreja     |      |
| 11707  | Italia - Valle San Juan                      | 415               | Colmenar de Oreja     |      |
| 11708  | Ctra. M-318 - Urb. Los Vallejos              | 415               | Colmenar de Oreja     |      |
| 12810  | Colmenar - Convento                          |                   | Colmenar de Oreja     |      |
| 16648  | Colmenar - Estación de Autobuses             | 337 416           | Colmenar de Oreja     |      |
| 09242  | Colmenar - Residencia                        | 337 416           | Colmenar de Oreja     |      |
| 18179  | Chinchón - Ctra. de Madrid                   | 337 416           | Chinchón              |      |
| 09068  | Chinchón - Ronda del Medodía                 | 337 416           | Chinchón              |      |
| 09067  | Chinchón - Convento                          | 337 416           | Chinchón              |      |
| 12809  | José Antonio - Trva. de la Fuente            |                   | Valdelaguna           |      |
| 09240  | Ctra. M-317 - Ayuntamiento                   | 337               | Valdelaguna           |      |
| 16095  | Valdelaguna - Ctra. Villarejo                | 337               | Valdelaguna           |      |
| 12394  | Belmonte - Ctra. Valdelaguna                 | 337               | Belmonte de Tajo      |      |
| 18708  | Ctra. de Villarejo - Av. Felipe Serrano      |                   | Belmonte de Tajo      |      |
| 12666  | Belmonte - Polideportivo                     |                   | Belmonte de Tajo      |      |
| 19882  | Encomienda - San José                        | 350B 350C 351 352 | Villarejo de Salvanés |      |

### Sentido Aranjuez
| Código | Parada                                       | Común con         | Municipio             | Zona |
| ------ | -------------------------------------------- | ----------------- | --------------------- | ---- |
| 09721  | Encomienda - Castillo                        | 350B 350C 352 353 | Villarejo de Salvanés |      |
| 12665  | Belmonte - Las Flores                        |                   | Belmonte de Tajo      |      |
| 09245  | Belmonte - Plaza de Valencia                 | 337 350C          | Belmonte de Tajo      |      |
| 12395  | Belmonte - Ctra. Valdelaguna                 | 337               | Belmonte de Tajo      |      |
| 16094  | Valdelaguna - Ctra. Villarejo                | 337               | Valdelaguna           |      |
| 19405  | Ctra. M-317 - Ayuntamiento                   | 337               | Valdelaguna           |      |
| 12808  | José Antonio - Trva. de la Fuente            |                   | Valdelaguna           |      |
| 12208  | Chinchón - Convento                          | 337 416           | Chinchón              |      |
| 09239  | Chinchón - Ronda del Mediodía                | 337 416           | Chinchón              |      |
| 18178  | Chinchón - Ctra. Madrid                      | 337 416           | Chinchón              |      |
| 09241  | Colmenar - Residencia                        | 337 416           | Colmenar de Oreja     |      |
| 16648  | Colmenar - Estación de Autobuses             | 337 416           | Colmenar de Oreja     |      |
| 12811  | Colmenar - Convento                          |                   | Colmenar de Oreja     |      |
| 11708  | Ctra. M-318 - Urb. Los Vallejos              | 415               | Colmenar de Oreja     |      |
| 11707  | Italia - Valle San Juan                      | 415               | Colmenar de Oreja     |      |
| 11706  | Ctra. M-320 - Urb. Balcón del Tajo           | 415               | Colmenar de Oreja     |      |
| 11705  | Ctra. M-320 - Urtajo 2                       | 415               | Colmenar de Oreja     |      |
| 12668  | Ctra. M-320 - Urtajo 1                       | 415               | Colmenar de Oreja     |      |
| 12128  | Villaconejos - Pza. Alegría                  | 415               | Villaconejos          |      |
| 11371  | Villaconejos - Centro Cultural               | 337 415           | Villaconejos          |      |
| 09218  | Villaconejos - Pza. Alegría                  | 415               | Villaconejos          |      |
| 12205  | Villaconejos - Urb. San Isidro               |                   | Villaconejos          |      |
| 12130  | Ctra. M-305 - Talleres                       |                   | Aranjuez              |      |
| 10440  | Rda. Carlos III - Real Cortijo de San Isidro |                   | Aranjuez              |      |
| 17115  | Moreras - Colegio                            | 423               | Aranjuez              |      |
| 09594  | Moreras - Primero de Mayo                    | 1 4               | Aranjuez              |      |
| 09591  | Moreras - Ancha                              | 423 1 4           | Aranjuez              |      |
| 09588  | Príncipe - Iglesia                           | 1 4               | Aranjuez              |      |
| 19315  | Príncipe - Stuart                            | 4 5               | Aranjuez              |      |
| 17433  | Hospital del Tajo                            | 429 4 5           | Aranjuez              |      |